# Champions of Regnum
Champions of Regnum (раніше відома за назвою Regnum Online) - фентезійна багатокористувацька онлайнова рольова гра (MMORPG), розроблена Аргентинською NGD Studios. Гра також відома за назвою "Realms Online" у Америці. Гра зосереджена на RvR та PvP режимах, PvE у грі є вторинним по відношенню до битв проти гравців.
Слово Regnum перекладається з іспанської, як Роль. Офіційно гра була випущена 24 травня 2007 року.
NgD studios уклали контракт з gamigo AG, німецькою ігровою компанією, і відкрили німецький сервер. Незабаром після цього, Gamigo додав ще один німецький сервер, щоб задовольнити попит на гру, в кінці 2009 року було відкрито французький сервер під назвою Немон. У 2009 році UnitedGames отримали ексклюзивні права на новий сервер у Нідерландах та Бельгії, який було відкрито, з нідерландською мовою як офіційною. Однак згодом сервер було закрито і база даних гравців була об'єднана з інтернаціональним сервером Горус. У 2011 році в США, було відкрито сервер Рейвен  з допомогою компанії GameSamba. Пізніше, в тому ж році, було прийняте рішення про об'єднання серверів Рейвен і Горус, щоб створити набагато більший міжнародний сервер під назвою Гевен.

## Ігровий процес
Розробники Regnum Online надихалися іграми Dark Age of Camelot та Asheron's Call. Таким чином, CoR сильно зосереджена на RvR  (більш відоме, як комнде PvP). Загалом, гравець може знайти активні війни, що відбуваються на "Полі бою", де воюють гравці з 3-х сфер боротьби за контроль над фортами, воротами і замками. Гравці можуть обирати між царствами: Альзус, Іґнус і Сирта. 
Відмінності між расами трьох сфер є косметичними. Альзус сніжне царство, Іґнус пустельне царство і Сирта лісове царство.
Regnum пропонує три стандартні класи персонажа: лучник, воїн і чарівник. Кожен клас додатково поділяється на дві спеціалізації. В даний час повний спектр класів: Стрілець, Мисливець, Варвар, Лицар, Чаклун і Фокусник.

### Завдання
Поряд з багатьма побічними квестами, є сюжетні квести, які показують події кожного царства і війни між ними. За виконані завдання гравців нагороджують золотом, досвідом та різними предметами. Також у грі є завдання для виконання яких, гравець повинен вбити іншого гравця або навіть декількох гравців.

## Зноски
1. 1 2 3 4 5  Steam — 2003.
2. ↑  Nicolas Lamanna. From the MMO trenches: Using PostgreSQL for the game database. AltDevBlogADay. Процитовано 13 жовтня 2023.